# Список Джеффри Билла
Список Джеффри Билла (англ. Beall's List) — список, составленный американским библиотекарем и библиотековедом Джеффри Биллом, в котором представлены недобросовестные издатели, выпускающие хищнические издания и журналы, находящиеся в открытом доступе.

## Описание
Общий список подразделяется на два блока:
1. список недобросовестных издателей (англ. Beall's List of Predatory Publishers)[3];
2. список отдельных недобросовестных журналов (англ. Beall's List of Predatory Journals)[4][5][6].

Эти списки рассматриваются крупнейшими мировыми реферативными научными базами данных Scopus и Web of Science в качестве основы при принятии ими решения об удалении того или иного псевдонаучного журнала из своей базы. Билл подсчитал, что подобные недобросовестные издания публикуют около 5-10 % всех статей, представленных для открытого доступа, и что по меньшей мере 25 % журналов открытого доступа являются «хищными». В 2011 году в списке хищнических журналов было 18 пунктов, а к 29 декабря 2016 года число возросло до 923. В 2014—2015 годах количество недобросовестных издателей выросло на 31 %, составив 693 наименования. Вначале января 2017 года эта цифра составляла 1155 издателей и 1294 журнала.
15 января 2017 года всё содержимое Scholarly Open Access — сайта, на котором Билл размещал свой список, — было полностью удалено вместе с личной страницей Билла на веб-сайте университета. На удаление первыми обратили внимание пользователи социальных сетей, которые высказали предположение о том, что оно было связано с переносом списка руководством Cabell’s International на собственные электронные ресурсы. Однако позднее компания отрицала свою причастность, а её вице-президент по развитию бизнеса Лесли Эрл заявил, что Билл «был вынужден закрыть блог из-за угроз и политики». В свою очередь официальный представитель университета заявил, что удаление содержимого сайта было личным решением Билла и не связано с какими-то юридическими сложностями. Канадский врач Роджер Пирсон, профессор акушерства, гинекологии, репродуктивных наук и медицины Университета Саскачевана, отметил, что «увидеть труды Билла уничтоженными было полнейшей катастрофой», поскольку «с научной точки зрения это означает отсутствие крайне насущного источника».
В интернете имеются зеркала списка Билла, например, beallslist.net.

## Отзывы
Директор Наукометрического центра НИУ ВШЭ И. А. Стерлигов и кандидат физико-математических наук, эксперт Наукометрического центра НИУ ВШЭ Т. Ф. Савина в 2016 году отметили следующие актуальные на тот момент преимущества списка Джеффри Билла:
1. Единственный общемировой междисциплинарный «чёрный список»
2. Постоянно обновляется
3. Подготавливается научным библиотекарем, который является профессором библиотековедения
4. Чётко определяет критерии и ход отбора
5. Единственный находящийся в открытом доступе
6. Часто подвергается критике, особенно со стороны Frontiers Media[англ.]

## Критика
Критики списка Билла считают его необъективным. В частности, неоднозначную реакцию вызвало добавление в список изданий группы Frontiers в 2017 году.